# Chino de Kunming
El chino de Kunming (en chino tradicional, 昆明話; en chino simplificado, 昆明话; pinyin, Kūnmínghuà)  es un dialecto del chino mandarín del suroeste. El lingüista Luo Changpei lo describió como de "fonemas simples, vocabulario elegante y gramática clara".

## Historia
Los inicios del dialecto de Kunming están estrechamente relacionados con la migración de chinos han a lo que sería la Yunnan. Las diferencias que existen entre el "viejo" dialecto de Kunming y el "nuevo" dialecto comenzaron en la década de 1940. A raíz de la segunda guerra sino-japonesa un gran número de refugiados del norte de China y la región de Jiangnan huyeron a Kunming. Esto tuvo profundos efectos para la política, la economía y la cultura de la ciudad. Esta gran afluencia de forasteros también tuvo una influencia en el dialecto local, que poco a poco se convirtió en el "nuevo" dialecto de Kunming.
Los tonos, la pronunciación y el léxico son distintos entre el dialecto mandarín del norte y el de Kunming.